# 梁铁虎
梁铁虎（1950年—），男，汉族，河南浚县人，中华人民共和国政治人物、第十一届全国人民代表大会河南地区代表。中央党校在职研究生班经济学专业毕业。

## 生平
1969年5月加入中国共产党。1977年毕业于郑州大学政治系。
历任开封市公安局副局长、开封市中级人民法院院长、开封市政府副市长，2001年1月，任开封市市长；2002年7月，任河南省旅游局党组书记，2003年2月，任河南省旅游局局长。2004年3月，任濮阳市市长。
2008年起担任全国人大代表。2009年3月，任河南省人大常委会副秘书长。2011年6月，任河南省人大常委会选举任免代表联络工作委员会副主任。